# Stanley Brouwn
Stanley Brouwn (* 25. Juni 1935 in Paramaribo, Suriname; † 18. Mai 2017 in Amsterdam) war ein niederländischer konzeptueller Künstler surinamischer Abstammung.

## Leben und Werk
Brouwn zog 1957 in die Niederlande, nach Amsterdam. Er arbeitete bis Anfang der 1960er Jahre als Aktionskünstler, in den 1960er Jahren wirkte er mit internationalen Fluxus-Vertretern zusammen. Von 1960 bis 1964 entstand die This Way Brouwn Serie, ein konzeptuelles Künstlerbuch mit gestempelten Skizzen zu Wegbeschreibungen, die ihm Amsterdamer Passanten aufzeichneten.
Er war Teilnehmer der Documenta 5 in Kassel im Jahr 1972 in der Abteilung Individuelle Mythologien: Video und Idee + Idee/Licht, auf der Documenta 6 (1977), der Documenta 7 im Jahr 1982 und der Documenta 11 als Künstler vertreten.
Brouwn war Professor an der Hochschule für bildende Künste Hamburg.